# Stazione di Cetraro
Stazione di Cetraro vasútállomás Olaszországban, Cetraro településen.

## Vasútvonalak
Az állomást az alábbi vasútvonalak érintik:
- Battipaglia–Reggio di Calabria-vasútvonal

## Kapcsolódó állomások
A vasútállomáshoz az alábbi állomások vannak a legközelebb:
- Stazione di Acquappesa
- Stazione di Capo Bonifati